# フリードラント・ヴ・チェハーフ - インドルジホヴィツェ・ポド・スムルケム線
フリードラント・ヴ・チェハーフ - インドルジホヴィツェ・ポド・スムルケム線（チェコ語;Železniční trať Frýdlant v Čechách – Jindřichovice pod Smrkem）は、チェコ国鉄の鉄道路線である。路線番号は037。
1902年、フリードラント郡鉄道の路線として開業した。かつてはヴロツワフ方面まで路線が伸びていたが、現在チェコとポーランドの国境を越える区間は廃止されている。2016年以前は039という独立した路線番号が与えられていたが、現在は037号線の支線という扱いである。

## 運行形態
全て各駅停車で、1～2時間に1本運行されている。休日の上り1本を除き本線リベレツ方面に乗入れ、主にリベレツ～ノヴェー・ムニェストの系統で運行されている。ノヴェー・ムニェスト～インドルジホヴィツェ間は、平日に1日3往復、休日に1日6往復の運行。

## 駅一覧
以下では、チェコ国鉄037号線支線の駅と営業キロ、停車列車、接続路線などを一覧表で示す。なお、全て各駅停車である。
| 路線名 | 駅名                                     | 駅間営業キロ | 累計営業キロ | 接続路線                         | 所在地     | 所在地     |
| ------ | ---------------------------------------- | ------------ | ------------ | -------------------------------- | ---------- | ---------- |
| 037    | フリードラント・ヴ・チェハーフ駅         | -            | 0.0          | リベレツ方面、チェルノウスィ方面 | リベレツ州 | リベレツ郡 |
| 037    | フリードラント・ヴ・チェハーフ郊外駅     | 1.9          | 1.9          |                                  | リベレツ州 | リベレツ郡 |
| 037    | クラースニー・レス・バジャントニツェ駅   | 2.5          | 4.4          |                                  | リベレツ州 | リベレツ郡 |
| 037    | クラースニー・レス駅                     | 1.7          | 6.1          |                                  | リベレツ州 | リベレツ郡 |
| 037    | ルジャスニツェ駅                         | 1.7          | 7.8          |                                  | リベレツ州 | リベレツ郡 |
| 037    | ルジャスニツェ停留所                     | 1.0          | 8.8          |                                  | リベレツ州 | リベレツ郡 |
| 037    | ハイニシチェ駅                           | 2.8          | 11.6         |                                  | リベレツ州 | リベレツ郡 |
| 037    | ノヴェー・ムニェスト・ポド・スムルケム駅 | 2.7          | 14.3         |                                  | リベレツ州 | リベレツ郡 |
| 037    | ホルニー・ルジャスニツェ駅               | 4.7          | 19.0         |                                  | リベレツ州 | リベレツ郡 |
| 037    | スルブスカー駅                           | 2.4          | 21.4         |                                  | リベレツ州 | リベレツ郡 |
| 037    | インドルジホヴィツェ・ポド・スムルケム駅 | 1.9          | 23.3         |                                  | リベレツ州 | リベレツ郡 |